# Monica Caprini
Monica Caprini (Roma, 15 maggio 1974) è una dirigente sportivo, ex calciatrice ed ex giocatrice di calcio a 5 italiana, di ruolo difensore.
Ha giocato nella nazionale italiana in 11 occasioni, facendo parte della rosa che ha partecipato al campionato europeo 2001.
Rimase legata alla Lazio CF per tutto l'arco della sua carriera, società con la quale è stata campione d'Italia nella formazione di calcio a 11 e in quella di calcio a 5, nonché presidente della Lazio C5 femminile dal 2007 al 2012, e team manager della Lazio dal novembre 2015.

## Statistiche

### Cronologia presenze e reti in nazionale
| Cronologia completa delle presenze e delle reti in nazionale ― Italia | Cronologia completa delle presenze e delle reti in nazionale ― Italia | Cronologia completa delle presenze e delle reti in nazionale ― Italia | Cronologia completa delle presenze e delle reti in nazionale ― Italia | Cronologia completa delle presenze e delle reti in nazionale ― Italia | Cronologia completa delle presenze e delle reti in nazionale ― Italia | Cronologia completa delle presenze e delle reti in nazionale ― Italia | Cronologia completa delle presenze e delle reti in nazionale ― Italia |
| Data                                                                  | Città                                                                 | In casa                                                               | Risultato                                                             | Ospiti                                                                | Competizione                                                          | Reti                                                                  | Note                                                                  |
| --------------------------------------------------------------------- | --------------------------------------------------------------------- | --------------------------------------------------------------------- | --------------------------------------------------------------------- | --------------------------------------------------------------------- | --------------------------------------------------------------------- | --------------------------------------------------------------------- | --------------------------------------------------------------------- |
| 29-10-1994                                                            | Oslo                                                                  | Norvegia                                                              | 4 – 2                                                                 | Italia                                                                | Qual. Euro 1995 - Play-off                                            | -                                                                     | 46’                                                                   |
| 11-4-1995                                                             | Poissy                                                                | Stati Uniti                                                           | 3 – 0                                                                 | Italia                                                                | Tournoi International Feminin 1995                                    | -                                                                     | 46’                                                                   |
| 12-4-1995                                                             | Saint-Maur-des-Fossés                                                 | Francia                                                               | 1 – 0                                                                 | Italia                                                                | Tournoi International Feminin 1995                                    | -                                                                     |                                                                       |
| 14-4-1995                                                             | Montpellier                                                           | Italia                                                                | 1 – 1 (4-3 dtr)                                                       | Canada                                                                | Tournoi International Feminin 1995                                    | -                                                                     |                                                                       |
| 9-12-1995                                                             | Évora                                                                 | Portogallo                                                            | 0 – 2                                                                 | Italia                                                                | Qual. Euro 1997                                                       | -                                                                     | 79’                                                                   |
| 14-10-2000                                                            | Roma                                                                  | Italia                                                                | 3 – 1                                                                 | Francia                                                               | Amichevole                                                            | -                                                                     | 46’                                                                   |
| 22-11-2000                                                            | Portalegre                                                            | Portogallo                                                            | 0 – 2                                                                 | Italia                                                                | Qual. Euro 2001                                                       | -                                                                     |                                                                       |
| 17-1-2001                                                             | Vibo Valentia                                                         | Italia                                                                | 3 – 0                                                                 | Scozia                                                                | Amichevole                                                            | -                                                                     |                                                                       |
| 1-5-2001                                                              | Monza                                                                 | Italia                                                                | 2 – 0                                                                 | Belgio                                                                | Amichevole                                                            | -                                                                     | 46’                                                                   |
| 17-6-2001                                                             | Tavarone                                                              | Italia                                                                | 2 – 0                                                                 | Finlandia                                                             | Amichevole                                                            | -                                                                     | 46’                                                                   |
| 1-7-2001                                                              | Ulma                                                                  | Francia                                                               | 2 – 0                                                                 | Italia                                                                | Euro 2001                                                             | -                                                                     | 39’                                                                   |
| Totale                                                                |                                                                       | Presenze                                                              | 11                                                                    |                                                                       | Reti                                                                  | 0                                                                     |                                                                       |

## Palmarès

### Club
- Campionato italiano: 1

Lazio CF: 2001-2002
- Coppa Italia: 2

Lazio CF: 1998-1999, 2002-2003